# Pavetta gerstneri
Pavetta gerstneri är en måreväxtart som beskrevs av Cornelis Eliza Bertus Bremekamp. Pavetta gerstneri ingår i släktet Pavetta och familjen måreväxter. Inga underarter finns listade i Catalogue of Life.